# سینماهای اس‌آراس
سینماهای اس‌آراس (انگلیسی: SRS Cinemas)یک گروه سینمایی در کشور هند است.
این شرکت که در سال ۲۰۰۴ تأسیس شده دارای ۲۲ مجموعه سینمایی و ۶۲ سالن در ۱۷ شهر و مجموع ۱۶٬۰۹۹ صندلی است.
سینماهای اس‌آراس در شهرهای فریدآباد، گورگان، قاضی‌آباد, بیجنور، گوراکپور، پاتیالا، لودهیانا، لکهنو، آگره، بریلی، بیوادی، حاجیپور، کاشیپور، سری موکستار صاحیب، رانچی، سهاران‌پور و شیملا پردیس سینمایی دارد.